# Ernst Zgraggen
Ernst Anton Zgraggen (* 13. Dezember 1896 in Hergiswil NW; † 16. Februar 1959 ebenda) war ein Schweizer Politiker. Von 1946 bis 1959 gehörte er als Vertreter der Liberalen dem Regierungsrat des Kantons Nidwalden an.

## Leben
Ernst Zgraggen wurde als Sohn des Regierungsrats Anton Zgraggen und der Brigitta Blättler als Bürger von Erstfeld in Hergiswil NW geboren und wuchs auch dort auf. Er arbeitete nach der Schulzeit im elterlichen Betrieb und leitete später die von seinem Vater gegründete Firma. Ernst Zgraggen heiratete im Mai 1927 in Hergiswil NW Edith Odermatt. Aus dieser Ehe stammen drei Kinder (zwei Töchter und ein Sohn). Militärisch brachte er es bis zum Rang eines Hauptmanns. Zgraggen war Mitglied der Offiziersgesellschaft des Kantons Nidwalden.
Ernst Zgraggen war auf Gemeindestufe politisch sehr aktiv. Er war in den Jahren 1931 bis 1946 erst Gemeinderat, danach Vizepräsident der Gemeinde und zuletzt ab 1937 Gemeindepräsident von Hergiswil NW.
Auf kantonaler Ebene startete seine politische Laufbahn 1933 mit dem Einzug als Ratsherr im Landrat. Im Jahr 1940 wurde er Mitglied der Kommission der Kantonalen Steuerverwaltung (1946 bis 1949 Präsident). Das Volk wählte ihn an der Landsgemeinde 1946 in den Regierungsrat. Er blieb bis zu seinem Tod Mitglied der Nidwaldner Regierung. In diesen Jahren war er mehrfach (1953, 1955, 1957) Landammann. Zuerst war er Vorsteher des Steuerwesens (1946 bis 1949, erneut ab 1958), dann (zeitweise nur stellvertretender) Landsäckelmeister (1949 bis 1958) sowie Stellvertreter des Baudirektors und schlussendlich Vorsteher der Verkehrsdirektion (Verkehrsminister; ab 1958). In diesen Ämtern löste er die Verkehrsanbindung Nidwaldens mittels Tunnel und Brücke (Loppertunnel, Kirchenwaldtunnel und Achereggbrücke und Bau der Autobahn A2) mit den Nachbarkantonen aus. Zudem war Zgraggen Mitglied der Kommissionen für berufliche Ausbildung (ab 1946) und das Gastgewerbe (1946 bis 1949), der Kantonalen Baukommission (1949) und des Erziehungsrat (1949). Ernst Zgraggen war zudem Mitglied des Stiftungsrats der Bauernhilfskasse Nidwalden (1949), Bankrat der Nidwaldner Kantonalbank (1949 bis 1955), der Kantonalen Brandversicherung (1949).

## Quelle
- Urner Stammbuch. Zgraggen, 673 (510).